# Petra Weiher
Petra Weiher (* 7. März 1961 in Potsdam) ist eine deutsche Mathematikerin und Lehrerin. Für die PDS gehörte sie von 1998 bis 2005 dem Landtag von Sachsen-Anhalt an.

## Biografie
Nach dem Schulbesuch in Kleinmachnow studierte Petra Weiher von 1979 bis 1983 an der Pädagogischen Hochschule „Wolfgang Ratke“ in Köthen Mathematik und Chemie mit einem Abschluss als Diplom-Lehrerin. Ein Promotionsstudium schloss sich an, das sie 1987 mit dem Doktorgrad in Mathematik beendet. Sie ist verheiratet und hat eine Tochter.
Weiher war 1986 bis 1990 FDJ-Sekretärin an der Pädagogischen Hochschule Köthen und gehörte der SED an. Anschließend war sie bis 1992 Mitarbeiterin, dann Geschäftsführerin des Köthener PDS-Kreisvorstandes. Nachdem sie sechs Jahre als Wahlkreismitarbeiterin von Antje Tietz aktiv gewesen war, wurde sie 1998 selbst in den Landtag von Sachsen-Anhalt gewählt. Nach ihrer Wiederwahl 2002 wurde sie dort Vorsitzende des Finanzausschusses und ab 2004 stellvertretende Vorsitzende ihrer Fraktion. Sie wechselte 2005 zum Landesrechnungshof Sachsen-Anhalt und schied aus dem Landtag aus.